# Xavier Neujean (1865-1940)
Marie Grégoire Lambert François Xavier Neujean (Luik, 25 februari 1865 - 12 januari 1940) was een Belgisch liberaal politicus, burgemeester en minister.

## Levensloop
Neujean was de zoon van Xavier Neujean een liberaal politicus en advocaat die als eerste voornaam Léonard had, maar niettemin, net als zijn zoon, als Xavier door het leven ging.
Ook Neujean jr. was doctor in de rechten en werd advocaat. Hij werd in 1903 raadslid en in 1927 burgemeester van Luik, ambt dat hij bekleedde tot aan zijn dood. Van 1904 tot 1912 was hij provincieraadslid. In 1912 werd hij tot liberaal volksvertegenwoordiger verkozen in het arrondissement Luik, als opvolger van zijn vader, en vervulde dit ambt tot in 1932.
Hij werd minister van spoorwegen, zeewezen, posterijen en telegrafie (1920-1925) en ad interim van kunsten en wetenschappen (24 oktober tot 16 december 1921) in de katholiek-liberale regeringen van Henri Carton de Wiart en Georges Theunis.
In 1932 werd hij benoemd tot minister van Staat.
Neujean werd in 1890 ingewijd in de Luikse vrijmetselaarsloge La Parfaite intelligence et Etoile réunies (Belgisch Grootoosten) en werd er achtbare meester van. Hij werd ook lid van de kapittelloge met zelfde naam (Belgische Opperraad) en werd er grootredenaar.

## Eerbetoon
In Luik is er een Place Xavier Neujean (genoemd naar zijn vader) en een Rue Xavier Neujean (naar de zoon genoemd).